# Grad Žaženberk
Grad Žaženberk (nemško Sachsenwart), ki je bil porušen že v 15. stoletju, je nekoč stal na hribu pri Sv. Lovrencu pri Preboldu v Savinjski dolini.

## Zgodovina
Grad Žaženberk je bil pozidan verjetno že v 12. stoletju, upravljali pa so ga gradiščani. V virih se grad  prvič omenja leta 1256 kot castrum Sachsenwart. Potem je omenjen še leta 1311 kot purch Sachsenwart. Leta 1261 je bil deželnoknežji lasti in ga je upravljal Teodorik s Stanga,  leta 1270 ga je dobila v najem grofica Agneza Vovbrška, pred letom 1320 pride v zastavno last Konrada Auffensteinskega. Od leta 1331 je bil zastavni lastnik grof Ulrik Walsee. Leta 1363 pa so ga Walseejevci prepustili sorodnikom Celjskim grofom. Ti so grad in gospostvo posedovali do izumrtja po moški liniji leta 1456. Na gradu so imeli gradiščane in kot takšen je bil do leta 1428 Ludvik Sachs. Grad Žaženberk je bil uničen za časa boja za Celjsko dediščino. V virih je grad omenjen še leta 1453. Od gradu so danes ostali skromni sledovi.